# Giro del Delfinato 1970
Il Giro del Delfinato 1970, ventiduesima edizione della corsa, si svolse dal 19 al 25 maggio su un percorso di 1274 km ripartiti in 6 tappe (la seconda, la quinta e la sesta suddivise in due semitappe) più un cronoprologo, con partenza a Terrenoire e arrivo a Avignone. Fu vinto dallo spagnolo Luis Ocaña della Bic davanti al francese Roger Pingeon e al belga Herman Van Springel.

## Tappe
| Tappa  | Data      | Percorso                                      | km   | Vincitore di tappa   | Leader cl. generale |
| ------ | --------- | --------------------------------------------- | ---- | -------------------- | ------------------- |
| Prol.  | 19 maggio | Terrenoire > Rochetaillée (cron. individuale) | 5    | Raymond Delisle      | Raymond Delisle     |
| 1ª     | 20 maggio | Roanne > Chalon-sur-Saône                     | 225  | Daniel Van Ryckeghem | Raymond Delisle     |
| 2ª-1ª  | 21 maggio | Chalon-sur-Saône > Lons-le-Saunier            | 62   | Wim Schepers         | Raymond Delisle     |
| 2ª-2ª  | 21 maggio | Lons-le-Saunier > Lione                       | 143  | Wim Schepers         | Wim Schepers        |
| 3ª     | 22 maggio | Lione > Sallanches                            | 237  | Roger De Vlaeminck   | Luis Ocaña          |
| 4ª     | 23 maggio | Sallanches > Grenoble                         | 192  | Jean-Claude Genty    | Luis Ocaña          |
| 5ª-1ª  | 24 maggio | Grenoble > Privas                             | 146  | Jaak De Boever       | Luis Ocaña          |
| 5ª-2ª  | 24 maggio | Privas > Vals-les-Bains (cron. individuale)   | 34   | Luis Ocaña           | Luis Ocaña          |
| 6ª-1ª  | 25 maggio | Aubenas > Carianne                            | 125  | Gerard Vianen        | Luis Ocaña          |
| 6ª-2ª  | 25 maggio | Carianne > Avignone                           | 105  | Georges Pintens      | Luis Ocaña          |
| Totale | Totale    | Totale                                        | 1274 |                      |                     |

## Dettagli delle tappe

### Prologo
- 19 maggio: Terrenoire > Rochetaillée (cron. individuale) – 5 km

| Pos. | Corridore       | Squadra | Tempo  |
| ---- | --------------- | ------- | ------ |
| 1    | Raymond Delisle | Peugeot | 10'10" |
| 2    | Luis Ocaña      | Bic     | a 3"   |
| 3    | Roger Pingeon   | Peugeot | s.t.   |

| Pos. | Corridore       | Squadra | Tempo |
| ---- | --------------- | ------- | ----- |
| 1    | Raymond Delisle | Peugeot |       |

### 1ª tappa
- 20 maggio: Roanne > Chalon-sur-Saône – 225 km

| Pos. | Corridore            | Squadra      | Tempo |
| ---- | -------------------- | ------------ | ----- |
| 1    | Daniel Van Ryckeghem | Mann-Grundig |       |
| 2    | Jan Janssen          | Bic          |       |
| 3    | Rini Wagtmans        | Willem II    |       |

| Pos. | Corridore       | Squadra | Tempo |
| ---- | --------------- | ------- | ----- |
| 1    | Raymond Delisle | Peugeot |       |

### 2ª tappa - 1ª semitappa
- 21 maggio: Chalon-sur-Saône > Lons-le-Saunier – 62 km

| Pos. | Corridore          | Squadra       | Tempo |
| ---- | ------------------ | ------------- | ----- |
| 1    | Wim Schepers       | Caballero     |       |
| 2    | Roger De Vlaeminck | Flandria-Mars |       |
| 3    | Jan Janssen        | Bic           |       |

| Pos. | Corridore       | Squadra | Tempo |
| ---- | --------------- | ------- | ----- |
| 1    | Raymond Delisle | Peugeot |       |

### 2ª tappa - 2ª semitappa
- 21 maggio: Lons-le-Saunier > Lione – 143 km

| Pos. | Corridore            | Squadra       | Tempo |
| ---- | -------------------- | ------------- | ----- |
| 1    | Wim Schepers         | Caballero     |       |
| 2    | Daniel Van Ryckeghem | Mann-Grundig  |       |
| 3    | Roger De Vlaeminck   | Flandria-Mars |       |

| Pos. | Corridore    | Squadra   | Tempo |
| ---- | ------------ | --------- | ----- |
| 1    | Wim Schepers | Caballero |       |

### 3ª tappa
- 22 maggio: Lione > Sallanches – 237 km

| Pos. | Corridore           | Squadra       | Tempo |
| ---- | ------------------- | ------------- | ----- |
| 1    | Roger De Vlaeminck  | Flandria-Mars |       |
| 2    | Luis Ocaña          | Bic           |       |
| 3    | Herman Van Springel | Mann-Grundig  |       |

| Pos. | Corridore  | Squadra | Tempo |
| ---- | ---------- | ------- | ----- |
| 1    | Luis Ocaña | Bic     |       |

### 4ª tappa
- 23 maggio: Sallanches > Grenoble – 192 km

| Pos. | Corridore          | Squadra       | Tempo |
| ---- | ------------------ | ------------- | ----- |
| 1    | Jean-Claude Genty  | Bic           |       |
| 2    | Roger De Vlaeminck | Flandria-Mars |       |
| 3    | Roger Pingeon      | Peugeot       |       |

| Pos. | Corridore  | Squadra | Tempo |
| ---- | ---------- | ------- | ----- |
| 1    | Luis Ocaña | Bic     |       |

### 5ª tappa - 1ª semitappa
- 24 maggio: Grenoble > Privas – 146 km

| Pos. | Corridore       | Squadra       | Tempo |
| ---- | --------------- | ------------- | ----- |
| 1    | Jaak De Boever  | Flandria-Mars |       |
| 2    | Roger Cooreman  | Mann-Grundig  |       |
| 3    | Sylvain Vasseur | Bic           |       |

| Pos. | Corridore  | Squadra | Tempo |
| ---- | ---------- | ------- | ----- |
| 1    | Luis Ocaña | Bic     |       |

### 5ª tappa - 2ª semitappa
- 24 maggio: Privas > Vals-les-Bains (cron. individuale) – 34 km

| Pos. | Corridore           | Squadra      | Tempo |
| ---- | ------------------- | ------------ | ----- |
| 1    | Luis Ocaña          | Bic          |       |
| 2    | Roger Pingeon       | Peugeot      |       |
| 3    | Herman Van Springel | Mann-Grundig |       |

| Pos. | Corridore  | Squadra | Tempo |
| ---- | ---------- | ------- | ----- |
| 1    | Luis Ocaña | Bic     |       |

### 6ª tappa - 1ª semitappa
- 25 maggio: Aubenas > Carianne – 125 km

| Pos. | Corridore         | Squadra   | Tempo |
| ---- | ----------------- | --------- | ----- |
| 1    | Gerard Vianen     | Caballero |       |
| 2    | Pierre Ghisellini | Frimatic  |       |
| 3    | Jean Dumont       | Peugeot   |       |

| Pos. | Corridore  | Squadra | Tempo |
| ---- | ---------- | ------- | ----- |
| 1    | Luis Ocaña | Bic     |       |

### 6ª tappa - 2ª semitappa
- 25 maggio: Carianne > Avignone – 105 km

| Pos. | Corridore           | Squadra       | Tempo |
| ---- | ------------------- | ------------- | ----- |
| 1    | Georges Pintens     | Mann-Grundig  |       |
| 2    | Eddy Beugels        | Flandria-Mars |       |
| 3    | Stephane Abrahamian | Sonolor       |       |

| Pos. | Corridore           | Squadra      | Tempo     |
| ---- | ------------------- | ------------ | --------- |
| 1    | Luis Ocaña          | Bic          | 32h11'08" |
| 2    | Roger Pingeon       | Peugeot      | a 1'36"   |
| 3    | Herman Van Springel | Mann-Grundig | a 2'06"   |

## Classifiche finali

### Classifica generale
| Pos. | Corridore           | Squadra             | Tempo     |
| ---- | ------------------- | ------------------- | --------- |
| 1    | Luis Ocaña          | Bic                 | 32h11'08" |
| 2    | Roger Pingeon       | Peugeot-BP-Michelin | a 1'36"   |
| 3    | Herman Van Springel | Mann-Grundig        | a 2'06"   |
| 4    | Roger De Vlaeminck  | Flandria-Mars       | a 2'43"   |
| 5    | Raymond Delisle     | Peugeot-BP-Michelin | a 3'47"   |
| 6    | Georges Pintens     | Mann-Grundig        | a 4'08"   |
| 7    | Joop Zoetemelk      | Flandria-Mars       | a 4'29"   |
| 8    | Willy Van Neste     | Mann-Grundig        | a 5'12"   |
| 9    | Jan Janssen         | Bic                 | a 5'46"   |
| 10   | Désiré Letort       | Peugeot-BP-Michelin | a 6'43"   |